# Ali ibn Buya
ʿAlī ibn Būya (in arabo علی بن بویه‎?) (Daylam, 891 o 892 – Shiraz, dicembre 949) è stato un militare e politico persiano.
ʿAlī ibn Būya, noto in seguito con il suo nome laqab (onorifico) ʿImād al-Dawla (in arabo ﻋﻤﺎﺩ ﺍﻟﺪﻭﻟـة‎?, ossia "Sostegno della dinastia (abbaside"), era il primogenito di un umile pescatore daylamita del mar Caspio.
Nelle montuose e povere regioni daylamite, agli abitanti restavano poche alternative alla vita militare, per la quale essi erano peraltro particolarmente portati, temprati com'erano dalle privazioni e dalla dura vita quotidiana. Fu in effetti questa l'opzione prescelta da ʿAlī e dai suoi fratelli minori, al-Ḥasan e Aḥmad.

## Esordi

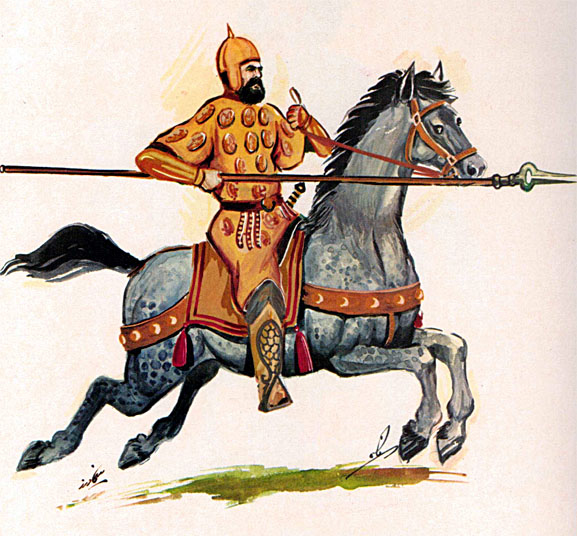
Cavaliere daylamita

Inizialmente ʿAlī si pose al servizio del Sultano samanide Nasr II e divenne un componente della sua cerchia più intima.
Nel 930, il governatore samanide del Gorgan e di Rayy, Mākān b. Kāqī, che aveva preso a benvolere ʿAlī, si ribellò al suo signore samanide. S'impadronì del Khorāsān e dovette subire il conseguente attacco dell'emiro ziyaride Mardāwīj ibn Ziyār, che costrinse il governatore ribelle ad abbandonare il Ṭabaristān (attuale Māzandarān).
In quanto mercenario, il passaggio dei tre fratelli nelle file dell'esercito di Mardāwīj non comportava alcuna condanna di tipo morale e rientrava anzi nelle consuete tradizioni di ogni buon soldato di ventura.

Non passò troppo tempo prima che Mardāwīj assegnasse ad ʿAlī la carica di governatore della città di Karaj, strategicamente di grande rilevanza, sita a 40 km a ovest di Rayy. Poco tempo dopo, però ʿAlī fu avvertito che il vizir di Mardāwīj si riprometteva di eliminarlo fisicamente e, di conseguenza, ʿAlī fuggì precipitosamente a Rey.
Dopo aver assoldato un piccolo ma coeso numero di cavalieri e fanti daylamiti, ʿAlī si propose di stroncare i seguaci Khurramiti insediati nelle vicine montagne e, abbastanza facilmente, assume il controllo della zona.

## Signore del Fārs
Il passo successivo fu marciare contro il rapace Wālī della regione, Yāqūt, particolarmente inviso alla popolazione a causa della sua predatoria politica fiscale, più in grado di arricchire se stesso che il suo signore, il califfo a Baghdad, che lo aveva destinato a quella funzione di governo.

Per realizzare questo obiettivo, al tempo stesso militare e dagli evidenti risvolti politici ed economici, ʿAlī b. Būya riuscì ad ottenere i fondi necessari all'assoldamento dei soldati necessari da una serie di importanti latifondisti della regione dell'Arrajān, nel Fārs (il più importante dei quali era Zayd b. ʿAlī al-Nawbandajānī) che non gradivano quel disordine amministrativo e contabile che rischiava con ogni probabilità di degenerare in un disordine di carattere più generale, di ostacolo ai loro interessi. Costoro si tassarono quindi in una misura oscillante tra 20 e il 25% dei loro patrimoni, consentendo che ʿAlī b. Būya potesse impegnare 200.000 dīnār e potesse procedere all'arruolamento di 900 guerrieri daylamiti.
Nel 934 la vittoria dei tre fratelli spianò la strada di Shīrāz, altra importante e ricca città del Fārs. ʿAlī s'impadronì di essa e, di conseguenza, fu in grado di dominare su tutta la regione, ricevendo dal grato califfo l'ufficiale riconoscimento delle sue conquiste, oltre al titolo di Wālī, mentre al-Ḥasan ibn Būya procedeva alla conquista della montuosa regione del Jibāl (l'antica Media, oggi Azerbaigian).
La morte di Mardāwīj ibn Ziyār spinse ʿAlī ad ampliare le zone sotto suo controllo alla città di Rayy (persiano Rey). ʿAlī inviò inoltre l'altro fratello Aḥmad in Kirmān e Khūzistān ma le difficoltà incontrate obbligarono Aḥmad a dirigersi verso l'Iraq ma nel 944 egli fu tuttavia sconfitto dal "generalissimo" (Amīr al-umarāʾ) protettore del califfo, il turco Tūzūn.

Alla morte poco più tardi di Tūzūn, Aḥmad poté occupare Baghdad, facendosi riconoscere nuovo Amīr al-umarā dal califfo al-Mustakfī ricevendo di lì a poco il laqab onorifico di Muʿizz al-Dawla (Glorificatore della dinastia [abbaside], mentre Alī fu insignito del titolo di Imād al-Dawla (Sostegno della dinastia) e al-Hasan del laqab di Rukn al-Dawla (Pilastro della dinastia).
Nel 946 i tre fratelli controllavano Fārs, Iraq e Rayy. Era nata nei fatti la confederazione buwayhide, che resistette per circa un secolo, venendo scalzata via solo dall'arrivo dei potenti Turchi selgiuchidi nel 1055.
Ormai anziano e desideroso di consolidare le sue conquiste (per il cui fine si avvalse dell'intelligente opera del suo vizir cristiano, Isrāʿīl b. Mūsā - alla morte del suo signore caduto vittima degli intrighi degli invidiosi cortigiani musulmani -, ʿImād al-Dawla cercò di appianare le divergenze coi suoi confinanti Samanidi e, non avendo discendenti diretti, indicò come suo erede il nipote Fanākhusraw (figlio di Rukn al-Dawla, il futuro ʿAḍud al-Dawla, che si dimostrò compiutamente all'altezza del suo grande zio.